# Tagma (zoologia)
Nella biologia degli invertebrati il tagma (plurale tagmi o anche tagmata) raggruppa più segmenti di una particolare e differenziata regione del corpo.
Il termine deriva dal greco τάγμα, tàgma, che significa ordinamento, disposizione, ad indicare appunto la disposizione dei vari segmenti in una determinata regione del corpo di un artropode.
I segmenti di ogni tagma possono essere fusi in un unico blocco, come accade nei ragni, e in questo caso si parla di coalescenza, oppure mobili, come ad esempio negli Ortotteri.
A seconda del gruppo di Artropodi considerato avremo differenti suddivisioni in tagmata: 
- Negli insetti distingueremo capo, torace e addome.
- Nei ragni distingueremo cefalotorace o tagma anteriore e opistosoma o tagma posteriore.
- Nei trilobiti invece distingueremo il cephalon, o capo, il thorax o torace e il pygidium, la parte terminale.

Il processo evolutivo che consente la fusione dei segmenti in tagmata o la loro reciproca articolazione è detto tagmosi.